# باشق (لوحة)
الباشق (بالإيطالية: Uno sparviero) هي لوحة للرسام الإيطالي ياكوبو دي بارباري، ربما رسمها في أواخر عقد 1510، بينما كان يعمل في هولندا في نهاية حياته.
اللوحة مطلية بالزيوت على لوح من البلوط، مقاس 17.8 سـم × 10.8 سـم (7.0 بوصة × 4.3 بوصة). تصور باشقًا أوراسيًّا أنثى، تقف على سكة خشبية بالقرب من زاوية الغرفة، مع إلقاء الظلال على الجدار الملصق العادي. طائر الفريسة ذي الأجنحة الرمادية يحتوي على جيسات مع جرس متصل بساقيه. قد يكون جزءًا من عمل أكبر، فُقِدَ الآن. وقد اعتُبِرَ مثالا مبكرا لتقنية الترمبولي، وذلك باستخدام الرسم المنظوري والظل لتعطي انطباعًا عن اللوحة وكأنها طائر حقيقي، على غرار لوحة الحسون للرسام الهولندي كاريل فابريتيوس.
تم الحصول عليها من قبل المعرض الوطني، لندن في عام 1916، كجزء من مقتنيات أوستن هنري لايارد.

## وصلات خارجية
- A Sparrowhawk ، Jacopo de 'Barbari، المعرض الوطني